# أوسكار غلادو
أوسكار غلادو هو سياسي كندي، ولد في 25 أكتوبر 1870 في Saint-François-du-Lac ‏ في كندا، وتوفي في 25 ديسمبر 1920. نشط حزبياً في الحزب الليبرالي الكندي. وقد انتخب عضو مجلس العموم الكندي.